# Papige
Papige, papagaji (ponekad i prave papige) (Psittacidae) porodica su ptica iz reda papigašica. U ovu porodicu ubraja se najveći dio vrsta iz ovog reda, iznimka su samo kakadui, iako se u novije vrijeme u zasebnu porodicu (Strigopidae) svrstava kea (s više podvrsta), kaka, tankokljuni nestor i kakapo, koje nastanjuju samo Novi Zeland.
Mnogo vrsta spada u ovu porodicu, koja je jedna od dvije "tradicionalne" porodice reda Psittaciformes. Druga porodica je Cacatuidae (kakadui). Pravi papagaji su rasprostranjeniji od kakadua, i nastanjuju Južnu i Centralnu Ameriku, južni dio Sjeverne Amerike, Afriku, Madagaskar, Južnu i Jugoistočnu Aziju, Australiju i Polineziju. Staništa su, u principu, nizijske tropske i subtropske šume i šumski predjeli; ponegdje u planinskim šumama i otvorenim travnatim staništima. Smatra se da se porodica pravih papagaja dijeli na dvije potporodice: Psittacinae (obične papige) i Loriinae (loriji).

## Izgled i ponašanje
Prave papige razlikuju se od kakadua nedostatkom kukmice koju mogu uspraviti, što je odlika svih kakadua. Umjesto toga, niz vrsta pravih papiga može uspraviti perje na zatiljku i/ili vratu. Boja perja ovih ptica jako varira, od jednobojnih zagasito smeđih, pa do vrlo živih i sjajnih boja. Većina vrsta je uglavnom zelene boje s mrljama izraženih boja, svijetložute, crvene ili plave. Druge su većinom bijele i žute, a nekoliko ih je i plave boje. Sve vrste ove porodice imaju tzv. "Dyckovu teksturu", strukturni element pera na kojem se lomi svjetlost Pored toga, nemaju žučni mjehur, a karotida je vrlo jednostavne građe.
Mužjaci i ženke su obično slični po izgledu, ali postoje neke značajne iznimke. Papagaji se dosta razlikuju po veličini, od malih patuljastih papagaja teških oko 10 gr, do odraslih mužjaka kakapoa (koji se danas uglavnom ne svrstava u ovu porodicu) težine i do 3 kg (300 puta veći). Mnogo se razlikuju i po obliku i veličini. Mogu biti dugi od 9 do 100 cm. Dok su neki graciozni, drugi su maleni i zdepasti. Iako postoji nekoliko netipičnih vrsta, poput australskog nadzemnog papagaja, za kojeg se smatra da voli samoću, većina papagaja su društvene ptice koje se obično mogu vidjeti u parovima, u porodičnim grupama ili u manjim jatima. Mnoge vrste papagaja zajedno i spavaju.
Izuzetno su vokalne ptice, s uglavnom grubim i nemelodičnim glasovima. U zatočeništvu neke vrste postaju vješte u vokalnom izražavanju. Prvenstveno se hrane plodovima, sjemnjem, pupoljcima, nektarom i peludom; ponekada jedu i kukce.
Pri šepurenju neki papagaji koriste fluorescentno perje da bi privukli partnere. Jaja 1 do 8, zavisi od vrste. Inkubacija traje 17-35 dana. Gnijezdo je obično u dupljama drveća, nekada u rupama litica, zemlji ili termitištima. Neke vrste se gnijezde zajedno u visokoj travi ili u gnijezdima od grančica. Veliki broj vrsta je monogaman.

## Potporodice i neke poznatije vrste
Hrvatski i latinski nazivi:
Loriji
- Crni lori (Chalcopsitta atra)
- Papuanski lori (Charmosyna papou)
- Patuljasti lori (Charmosyna wilhelminae)
- Šarenoglavi lori (Glossopsitta porphyrocephala)
- Plavoglavi lori (Trichoglossus haematodus)
- Zlatno-zeleni lori (Trichoglossus chlorolepidotus)
- Hendersonski lori (Vini stepheni)
- Plavoprugasti lori (Eos reticulata)

Ukupno 54 vrste u 12 rodova.
Obične papige
- Hijacintna ara (Anodorhynchus hyacinthinus)
- Carska amazona (Amazona imperialis)
- Šarenoglava amazonka (Amazona brasiliensis)
- Tukumanska amazona (Amazona tucumana)
- Ljubičastoprsa amazona (Amazona vinacea)
- Tamaulipska amazona (Amazona viridigenalis)
- Modro-žuta ara (Ara ararauna)
- Plavogrla ara (Ara glaucogularis)
- Zelenokrila ara (Ara chloropterus)
- Zelena ara (Ara ambiguus)
- Crveno-modra ara (Ara macao)
- Crna papiga (Coracopsis nigra)
- Tigrica Melopsittacus undulatus)
- Plavokrila papiga (Neophema chrysostoma)
- Grimizna rozela (Platycercus elegans)
- Crvenoglava rozela (Platycercus eximius)
- Žako (Psittacus erithacus)
- Mala aleksandra (Psittacula krameri)

Ukupno 265 vrsta u 57 rodova.

## Galerija
- Hijacintna ara
- Crveno-modra ara
- Tigrica
- Plavočela amazona
- Penant